# 西澤仙湖

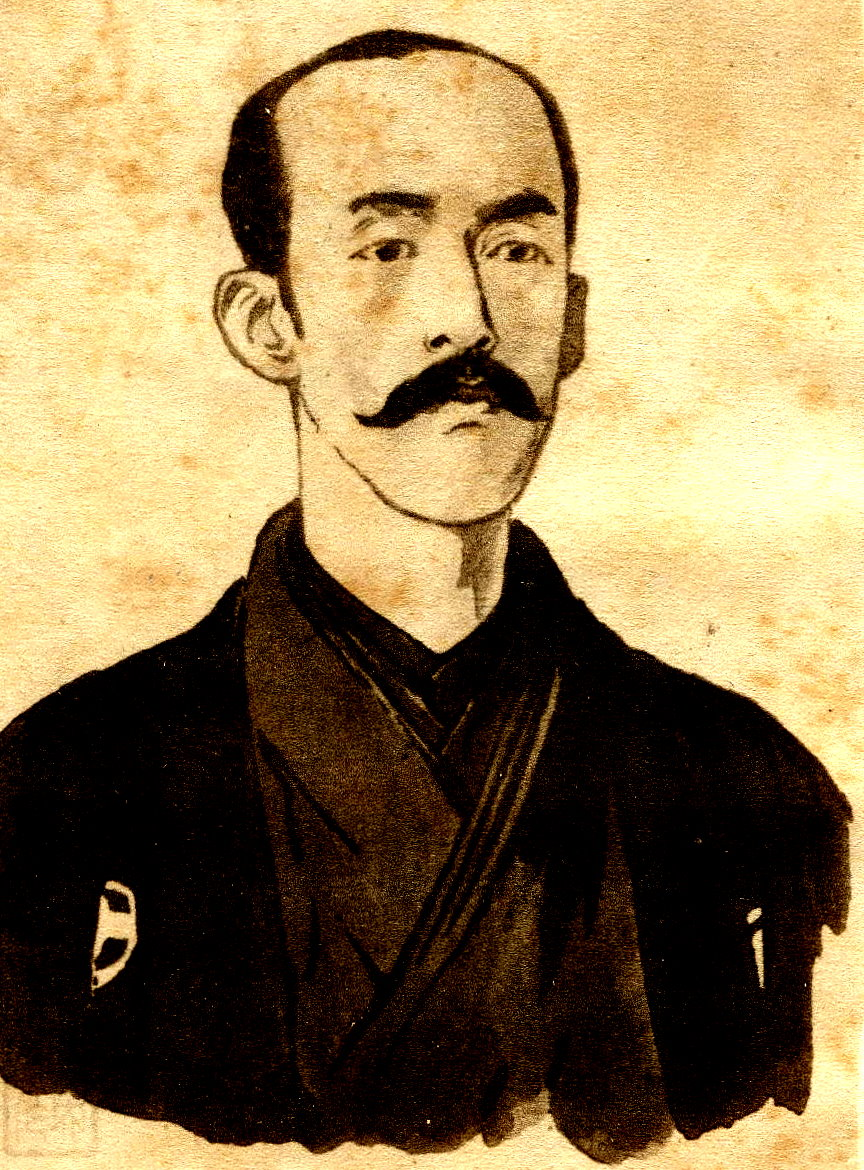
西澤仙湖　『仙湖随筆』より

西澤 仙湖（にしざわ せんこ、1864年4月 - 1914年4月9日）は、明治時代のコレクター、民俗研究家。通称は米二郎、別号に琵琶廼家・雛舎ともいう。娘婿に日本画家の西澤笛畝がいる。

## 経歴
近江国大津（現・滋賀県大津市）にあった鍵甚という穀問屋の次男として生まれる。3歳の時に父が病没し、後妻であった母とともに実家に戻り、西澤姓を名乗るようになる。幼少より和漢の書を耽読し、東京の雑誌『團團珍聞』の誌友として歌や文章を投稿し、京都の画家・久保田米僊と交友を結ぶ。明治19年（1886年）から東京の土木商社の事務員として働き始め、以後は高等馬車会社・米倉庫会社を経て、浅草銀行・大日本製糖会社の事業に参画していたが、明治41年（1908年）3月から実業界を去り、病身を養いつつ趣味の世界に専心する。本所横網町の自宅で没する。享年50。諡して峰雲院仙湖證道居士という。墓所は台東区大円寺。

## 趣味生活
寄稿家の域にとどまらず、仙湖は明治23年（1890年）の『しののめ』を初めとして『あずまぶり』『今模様』『七色雑誌』などの雑誌を続けて発刊している。さらに「三勝筵」「綺肴会」などの書画骨董や食物を持ち寄り品評する集まりを企画した。仙湖が最も力を入れて蒐集していたのは雛人形であり、明治42年（1909年）には「大供会」を結成し、そこで人形や玩具についての知識を交換しあった。
仙湖が趣味により作り上げたネットワークは広範囲にわたり、画家では寺崎広業・川合玉堂・鳥居清忠・和田英作、文学史家の笹川臨風、劇評家の幸堂得知、民俗研究家の林若樹・坪井正五郎・久留島武彦・清水晴風、そして文学者の巖谷小波・内田魯庵などがあげられる。仙湖の著書としては遺稿をまとめた『仙湖随筆』（昭和2年）がある。